# Naomi Sedney
Naomi Sedney (né le 17 décembre 1994 à Zoetermeer) est une athlète néerlandaise, spécialiste du sprint.

## Biographie
Elle participe aux Championnats du monde 2015 sur 100 m, sans dépasser le premier tour. Le 10 juillet 2016, elle bat avec l'équipe néerlandaise du relais 4 × 100 m le record des Pays-Bas et remporte le titre européen à Amsterdam.
En avril 2017, elle court le 100 m en 11 s 01, mais ce temps ne peut pas être homologué comme record personnel à cause d'un vent trop élevé (+ 4,6 m/s).

## Palmarès
| Date | Compétition                          | Lieu            | Résultat | Épreuve   | Temps   |
| ---- | ------------------------------------ | --------------- | -------- | --------- | ------- |
| 2011 | Festival olymp. de la jeunesse euro. | Trabzon         | 1re      | 4 x 100 m | 45 s 93 |
| 2012 | Championnats du monde juniors        | Barcelone       | 6e       | 4 x 100 m | 45 s 22 |
| 2013 | Championnats d'Europe juniors        | Rieti           | 3e       | 4 × 100 m | 44 s 22 |
| 2014 | Championnats d'Europe par équipes    | Brunswick       | 1re      | 4 x 100 m | 42 s 95 |
| 2015 | Championnats d'Europe espoirs        | Tallinn         | 4e       | 100 m     | 11 s 62 |
| 2015 | Championnats d'Europe espoirs        | Tallinn         | 4e       | 4 × 100 m | 44 s 46 |
| 2015 | Championnats du monde                | Pékin           | finale   | 4 x 100 m | DQ      |
| 2016 | Championnats d'Europe                | Amsterdam       | 1re      | 4 x 100 m | 42 s 04 |
| 2017 | Relais mondiaux de l'IAAF            | Nassau          | 4e       | 4 × 100 m | 43 s 17 |
| 2017 | Championnats d'Europe par équipes    | Lille           | 4e       | 100 m     | 11 s 51 |
| 2017 | Championnats d'Europe par équipes    | Lille           | 5e       | 4 x 100 m | 43 s 56 |
| 2017 | Championnats du monde                | Londres         | 8e       | 4 x 100 m | 43 s 07 |
| 2018 | Championnats d'Europe                | Berlin          | 2e       | 4 x 100 m | 42 s 15 |
| 2021 | World Relays                         | Chorzów, Poland | 3e       | 4 × 100 m | 44 s 10 |
| 2021 | Olympic Games                        | Tokyo, Japan    | finale   | 4 × 100 m | DNF     |
| 2022 | Championnats d'Europe                | Munich          | 5e       | 4 x 100 m | 43 s 03 |

## Records
| Épreuve | Épreuve   | Temps   | Lieu        | Date            |
| ------- | --------- | ------- | ----------- | --------------- |
| 60 m    | En salle  | 7 s 22  | Apeldoorn   | 2018            |
| 100 m   | Plein air | 11 s 24 | Gainesville | 2018            |
| 200 m   | Plein air | 23 s 42 | Tübingen    | 20 mai 2017     |
| 200 m   | En salle  | 23 s 46 | Apeldoorn   | 28 février 2017 |